# Muzeon - Ștefan Râmniceanu
Muzeon - Ștefan Râmniceanu este un film românesc din 2016 regizat de Laurențiu Damian. Rolurile principale au fost interpretate de actorii Ștefan Râmniceanu.

## Distribuție
Distribuția filmului este alcătuită din:
- Georgiana-Adriana Ursachi — dansatoare
- Ștefan Râmniceanu
- Anghel Damian — voce comentariu/dansator
- Lia Bugnar — voce comentariu
- Marian-Mihai Petrini — dansator
- Liliana Iorgulescu — coregrafia/dansatoare